# Matthew Dryke
Matthew Dryke (n. 21 august 1958, Port Angeles⁠(d), Washington, SUA) este un trăgător de tir ce a reprezentat Statele Unite ale Americii, medaliat olimpic. A participat la o ediție a Jocurilor Olimpice (1984) în care a câștigat o medalie de aur.

## Participări
Lista de mai jos prezintă principalele competiții la care a participat Matthew Dryke de-a lungul carierei.
- shooting at the 1984 Summer Olympics – mixed skeet[*]